# Gospodarka kwatermistrzowska
Gospodarka kwatermistrzowska:
- ogół czynności mających na celu zaspokojenie potrzeb materiałowych wojska, m.in. planowanie, przyjmowanie, zaopatrywanie, racjonalne użytkowanie, magazynowanie, ewidencjonowanie i nadzorowanie;
- zarządzanie posiadanymi środkami materiałowymi lub pieniężnymi polegające na spełnianiu ogółu funkcji przez organy zarządzające (oddziały gospodarcze, które mają bezpośrednią styczność z tymi środkami). Zależnie od systemu zaopatrywania rozróżnia się gospodarkę kwatermistrzowską w naturze, zryczałtowaną, limitowaną i mieszaną, a zależnie od rodzaju służby - żywnościową, mundurową, materiałów pędnych i smarów, zakwaterowania i budownictwa.